# Lago Ubsugul
El lago Ubsugul, Hövsgöl o Hövsgöl nuur (en mongol: Хѳвсгѳл нуур) es el segundo lago más grande de Mongolia y uno de los más importantes de Asia Central. Mide 136 km de largo y 262 m en su punto más profundo.
Se encuentra a 1645 m sobre el nivel del mar, en el norte de Mongolia, en la aymag de Hövsgöl, próximo a la frontera con Rusia; está rodeado de montañas, siendo la más alta la Munku-Sardyk (3492 m), cuya cima se encuentra en la frontera entre ambos países.
Debido a su situación geográfica, el clima predominante es el subártico, alcanzándose temperaturas de -40 °C en sus largos inviernos, que provocan la congelación de la superficie del lago. Hasta hace una década existían rutas que pasaban sobre su superficie helada, práctica que ha sido prohibida para evitar la contaminación de la zona.

## Fauna
En el lago se dan las siguientes especies:
- Esturión.
- Salmón.
- Lenok (una especie de trucha local).
- Greyling.
- Yaks.
- Caballos salvajes.

## Galería

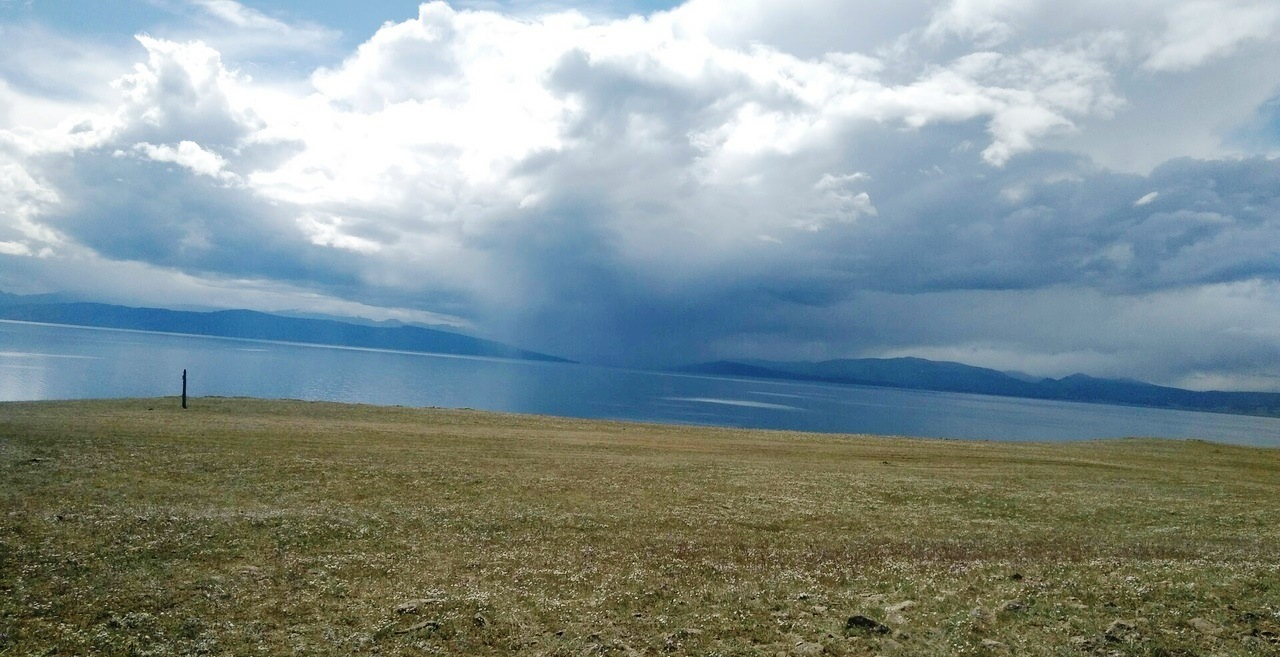
Nubes lluviosas sobre el lago
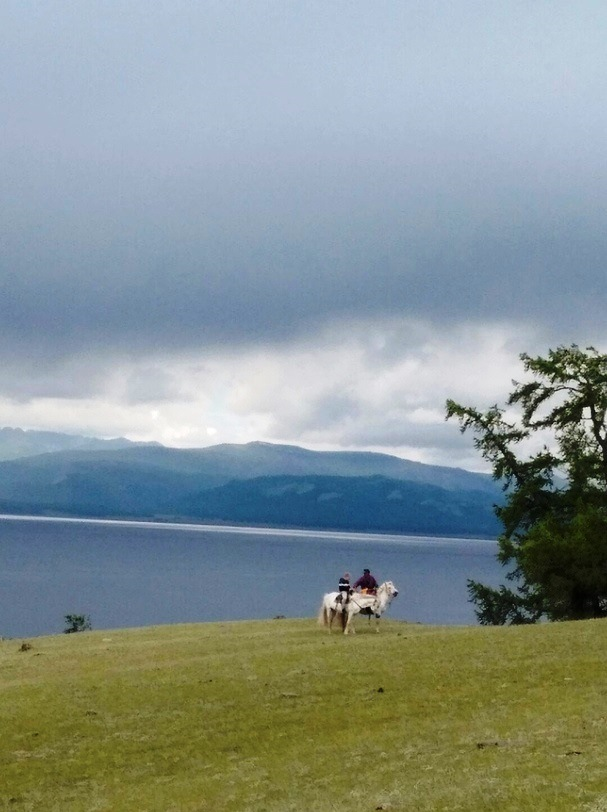
Arats mongoles en el lago
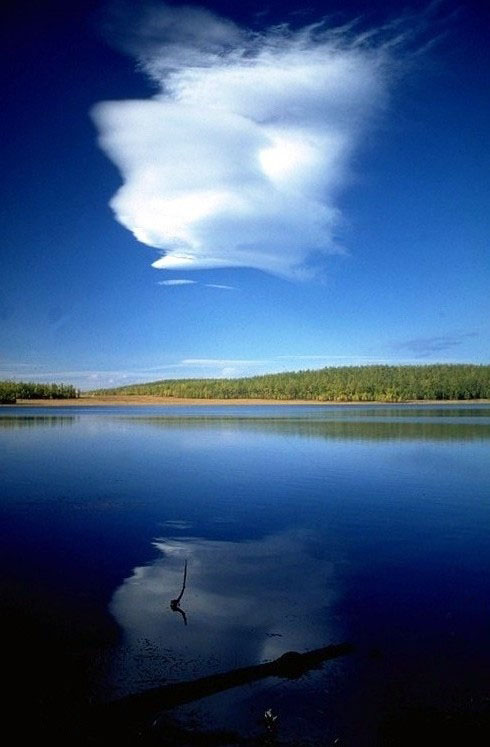
Lago Hövsgöl